# George Beeby

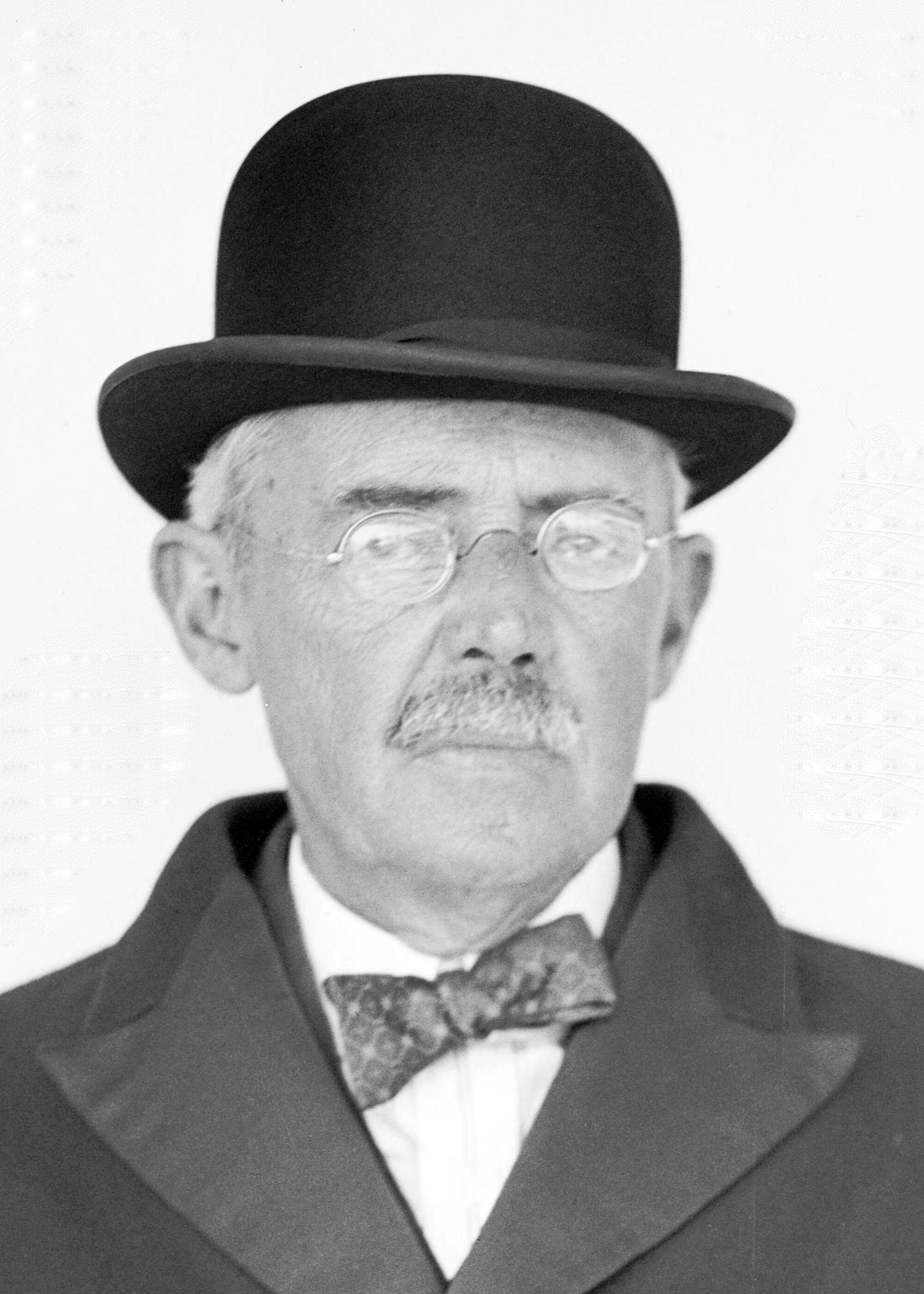
George Beeby (1927)

Sir George Stephenson Beeby, KBE (* 23. Mai 1869 in Alexandria, New South Wales; † 18. Juli 1942 in Killara, New South Wales) war ein australischer Politiker der Australian Labor Party ALP, der Nationalist Party of Australia sowie später der Progressive Party of New South Wales, der zwischen 1907 und 1913 sowie von 1916 bis 1920 Mitglied im Parlament von New South Wales war und verschiedene Ministerämter bekleidete. Er war zwischen 1926 und 1939 erst Richter sowie zuletzt von 1939 bis 1941 Präsident des Bundesgerichtshof für Arbeitskonflikte und -schlichtungen (Commonwealth Court of Conciliation and Arbitration).

## Leben

### Berufliche Tätigkeiten, erfolglose Kandidaturen für das Parlament und Solicitor
George Stephenson Beeby, Sohn des aus England eingewanderten Buchhalters Edward Augustus Beeby und dessen Ehefrau Isabel Thompson, besuchte die Crown Street Public School und war zeitweise als Grundschullehrer in Erskineville tätig. Nachdem er von 1886 bis 1890 als Junior- und Kostensachbearbeiter in der Anwaltskanzlei Creagh and Williams tätig gewesen war, arbeitete er von 1891 bis 1892 als Büroleiter der Kanzlei Williamson and Williamson. 1891 trat er zunächst der Single Tax League sowie kurz darauf der neu gegründeten Australian Labor Party ALP als Mitglied bei und wurde Sekretär der Politischen Arbeiterliga (Political Labor League) in Newtown. Aus gesundheitlichen Gründen suchte er nach einer alternativen Beschäftigung und gründete nach seinem Umzug nach Bowral 1893 die Zeitung Bowral Free Press. Er war 1894 Vorsitzender der Wahlexekutive der Labor Party und kandidierte bei den Wahlen am 17. Juli 1894 im Wahlkreis Armidale erstmals für ein Mandat im Parlament von New South Wales, verpasste allerdings mit 632 Stimmen (29,59 Prozent) den Einzug ins Parlament. 1895 kehrte er nach Sydney zurück, wurde Mitglied der Sozialistischen Liga (Australian Socialist League) und arbeitete als zertifizierter Transporteur sowie danach 1896 kurzzeitig als Büroleiter von Chenhall and Eddie, ehe er zwischen 1896 und 1898 Sachbearbeiter für Beförderungswesen und Eigenkapital bei Lawrence and Rich war. 
Nachdem Beeby 1901 zum Friedensrichter (Justice of the Peace) ernannt worden war, erhielt er 1901 seine Zulassung zum Solicitor und war von 1902 bis 1909 erst Partner der Anwaltskanzlei Brown and Beeby sowie im Anschluss von 1910 bis 1911 Seniorpartner der Kanzlei Beeby and Moffatt. Bei der Wahl vom 6. August 1904 kandidierte er für die Labor Party im Wahlkreis Leichhardt erneut für einen Sitz im Parlament, verpasste als Drittplatzierter mit 1.722 Stimmen (28,36 Prozent) wieder den Einzug in die Legislativversammlung. Er war 1905, zwischen 1907 und 1908 sowie erneut 1911 Mitglied der Zentralen Exekutive der Labor Party und kandidierte am 12. Januar 1907 bei einer Nachwahl (By-election) im Wahlkreis Blayney wieder für einen Sitz im Parlament, wobei er dieses Mal mit 1.710 Stimmen (49,67 Prozent) nur knapp unterlag.

### Mitglied des Parlaments von New South Wales und Minister

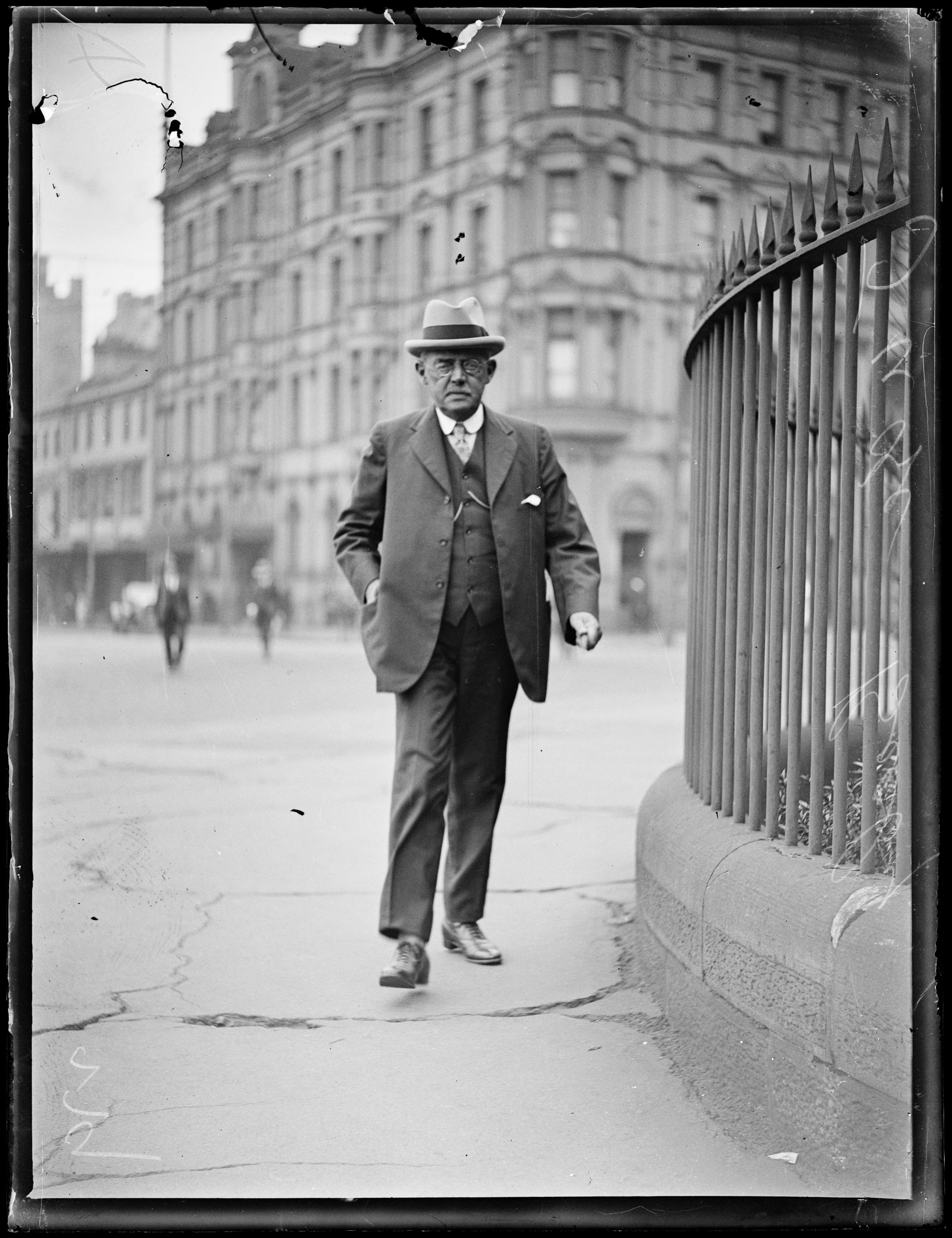
George Beeby (1927)

Bei der darauf folgenden Wahl am 10. September 1907 wurde George Beeby im Wahlkreis Blayney schließlich mit 2.580 Stimmen (50,49 Prozent) erstmals zum Mitglied der Legislativversammlung (NSW Legislative Assembly) gewählt und schlug dabei den bisherigen Wahlkreisinhaber John Swann Withington von der Liberal Party of Australia, auf den 2.530 Stimmen (49,51 Prozent) entfielen. Er vertrat diesen Wahlkreis nach seiner Wiederwahl am 14. Oktober 1910 zunächst bis zu seinem Mandatsverzicht am 9. Dezember 1912. Er legte sein Mandat nieder und trat als Mitglied aus der Labour Party aus und widersetzte sich dem Diktat der Politik an die Abgeordneten durch die außerparlamentarische Einflussnahme der Partei. Daraufhin kandidierte er bei der notwendigen Nachwahl am 3. Januar 1913 als Parteiloser. Nachdem er im ersten Wahlgang mit 1.156 Stimmen (28,35 Prozent) zunächst nur den zweiten Platz einnahm, konnte er sich in der Stichwahl am 23. Januar 1913 mit 2.244 Stimmen (51,56 Prozent) abermals John Withington von der Liberalen Partei schlagen und vertrat den Wahlkreis nunmehr bis zum 6. November 1913.
Am 21. Oktober 1910 übernahm Beeby erstmals ein Regierungsamt im Kabinett von Premierminister James McGowen und bekleidete zuerst bis zum 10. September 1911 die Posten als Minister für öffentlichen Unterricht, Arbeit und Industrie (Minister for Public Instruction and Labour and Industry). Nach einer Kabinettsumbildung war er vom 11. September 1911 bis zum 9. Dezember 1912 Minister für Ländereien (Secretary for Lands) sowie in Personalunion zwischen dem 27. November 1911 und dem 9. Dezember 1912 auch Minister für Arbeit und Industrie (Minister for Labour and Industry). Wie sein Abgeordnetenmandat und seine Mitgliedschaft in der Labour Party legte er am 9. Dezember 1912 auch seine Ministerämter aus Protest gegen die Einflussnahme des Vorstandes der Arbeiterpartei nieder. Neben seiner politischen Tätigkeit nahm er nach seiner anwaltlichen Zulassung 1911 eine Tätigkeit als Barrister auf und verfasste zudem Artikel für verschiedene Zeitungen.

### Wahlniederlage, Rückkehr ins Parlament und in die Regierung
1913 gründete George Beeby die National Progressive Party und war einer von deren zehn Kandidaten bei der Wahl am 6. Dezember 1913. Er kandidierte dabei im Wahlkreis Waverley, erreichte mit 1.698 Prozent (19,47 Prozent) jedoch nur den dritten Platz und verpasste somit den Wiedereinzug ins Parlament. Daraufhin kam es zur Auflösung der National Progressive Party und er trat daraufhin von 1913 bis 1915 der Farmer and Settlers Association als Mitglied bei und gründete 1915 die Progressive Party.
Beeby übernahm am 15. November 1916 im Kabinet von Premierminister William A. Holman, der ebenfalls aus der Labor Party ausgetreten war, wieder das Amt als Minister für Arbeit und Industrie und bekleidete dieses Ministeramt bis zum 23. Juli 1919. Am 16. November 1916 wurde er zudem zum Mitglied des Legislativrates (NSW Legislative Council) ernannt, der ersten Kammer des Parlaments, und gehörte dieser bis zum 26. Februar 1917 an. Er trat der am 15. Februar 1917 gegründeten Nationalist Party of Australia bei und war zeitweise deren stellvertretender Vorsitzender. Bei der Wahl am 24. März 1917 wurde er im Wahlkreis Wagga Wagga mit 3.777 Stimmen (52,84 Prozent) wieder zum Mitglied der Legislativversammlung gewählt und vertrat diesen Wahlkreis bis zum 18. Februar 1920. Als Minister für Arbeit und Industrie besuchte er 1919 die Vereinigten Staaten von Amerika und England, um industrielle Probleme für die Regierung zu untersuchen. 

### Richter und Präsident des Bundesgerichtshofes für Arbeitskonflikte und -schlichtungen

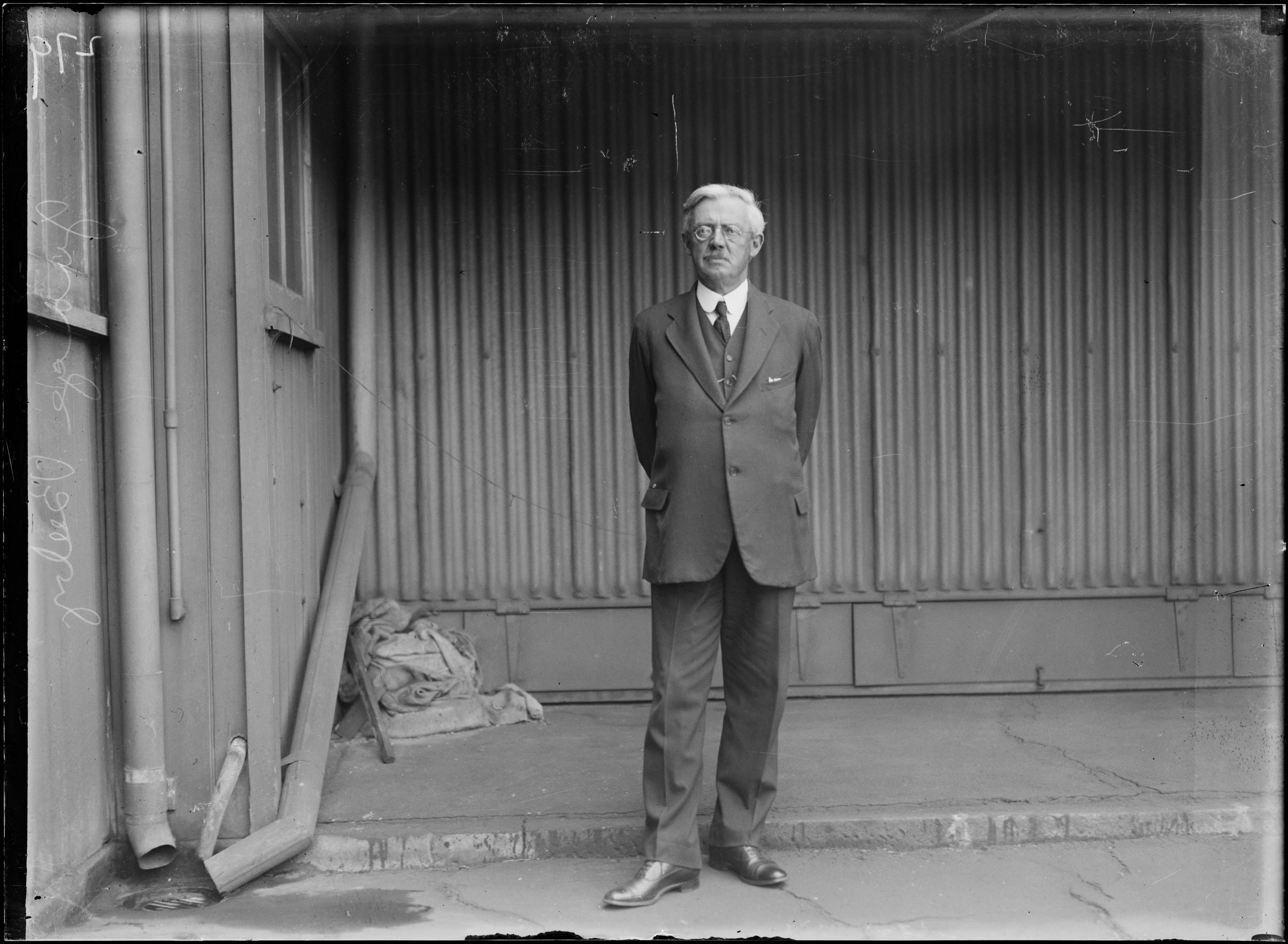
Sir George Beeby (um 1930)

Bei den Wahlen vom 20. März 1920 wurde er für die Nationalist Party nunmehr im Wahlkreis Murray abermals zum Mitglied der Legislativversammlung gewählt und vertrat diesen Wahlkreis, der drei Abgeordnete stellte, bis zu seinem neuerlichen Wahlverzicht am 9. August 1920. Nach seinem Ausscheiden aus dem Parlament wurde er 1920 Präsident der Handelsbehörde (Board of Trade). 
Am 21. Juli 1926 erfolgte seine Berufung zum Richter am Bundesgerichtshof für Arbeitskonflikte und -schlichtungen (Commonwealth Court of Conciliation and Arbitration) und bekleidete dieses Richteramt bis zum 15. März 1939, woraufhin er als Nachfolger des am 29. Dezember 1938 verstorbenen George Dethridge neuer Präsident des Commonwealth Court of Conciliation and Arbitration wurde. Das Amt des Gerichtspräsidenten bekleidete er bis zu seinem Rücktritt am 31. Juli 1941 und wurde daraufhin von Harold Piper abgelöst. Im Zuge der „Birthday Honours“ wurde er am 8. Juni 1939 zum Knight Commander des Order of the British Empire (KBE) geschlagen, so dass er seitdem den Namenszusatz „Sir“ führte. Aus seiner am 9. März 1892 geschlossenen Ehe mit Helena Maria West gingen drei Söhne und eine Tochter hervor.

## Veröffentlichungen
- Three Years of Industrial Arbitration in New South Wales, 1906
- Concerning Ordinary People, 1923
- In Quest of Pan, 1924
- A Loaded Legacy, 1930